# اتحاد مدافعين فيلاديلفيا
اتحاد مدافعين فيلاديلفيا هي رابطة أو جمعية غير هادفة للربح مقرها في فيلاديلفيا بولاية بنسلفانيا الأمريكية.
```
تدافع في المحكمة في القاضايا الجنائية والجنح التي يكون فيها المدعي أو المدعى عليه معوز ماديا
سواء كان حدث أو بالغ 
```

## تاريخ الجمعية
```
قامت الجمعية بتعيين رئيسا لها سيدة تبلغ من العمر 56 عام في سنة 1990 
[
1
]
```

وفي أكتوبر من عام 2001 تم نقل عنوانها من قبل Term
حيث تقع في الشارع السابع عشر في John F. Kennedy Boulevard 
وفي عام 2015 أصبح Keir Bradford-Grey رئيسا للجمعية.